# Hilsenbergia leslieae
Hilsenbergia leslieae är en strävbladig växtart som beskrevs av J. S. Mill. Hilsenbergia leslieae ingår i släktet Hilsenbergia och familjen strävbladiga växter. Inga underarter finns listade i Catalogue of Life.